# Municipio de Brunswick (Misuri)
El municipio de Brunswick (en inglés: Brunswick Township) es un municipio ubicado en el condado de Chariton en el estado estadounidense de Misuri. En el año 2010 tenía una población de 1383 habitantes y una densidad poblacional de 7,48 personas por km².

## Geografía
El municipio de Brunswick se encuentra ubicado en las coordenadas 39°26′54″N 93°5′19″O / 39.44833, -93.08861. Según la Oficina del Censo de los Estados Unidos, el municipio tiene una superficie total de 184.83 km², de la cual 181,18 km² corresponden a tierra firme y (1,98 %) 3,65 km² es agua.

## Demografía
Según el censo de 2010, había 1383 personas residiendo en el municipio de Brunswick. La densidad de población era de 7,48 hab./km². De los 1383 habitantes, el municipio de Brunswick estaba compuesto por el 92,55 % blancos, el 5,78 % eran afroamericanos, el 0,29 % eran amerindios, el 0,07 % eran de otras razas y el 1,3 % eran de una mezcla de razas. Del total de la población el 0,43 % eran hispanos o latinos de cualquier raza.